# أهل الغابة (أولاد فريحة)
أهل الغابة هي إحدى مشيخات المملكة المغربية، تتبع جغرافيا لإقليم سطات وإداريًا لأولاد فريحة. يقدر عدد سكانها بـ 12744 نسمة حسب الإحصاء الرسمي للسكان والسكنى لسنة 2004.